# Lars-Gunnar Bodin
Lars-Gunnar Bodin, né le 15 juillet 1935 à Stockholm et mort le 10 mai 2021 à Gnesta, est un compositeur suédois de musique électronique.

## Biographie
Lars-Gunnar Bodin étudie la composition avec Lennart Wenström de 1955 à 1959. Il suit ensuite les cours d'été de musique nouvelle à Darmstadt en 1961. Il montre un attrait particulier pour la musique électronique, et ce dès ses premières œuvres. À partir de 1972, il donne des cours au Mills College en Californie. Dès 1978, il devient directeur du studio de musique électronique du Conservatoire de Stockholm.
Il produit une série de concerts consacrés à des « compositions texte-son » en collaboration avec le poète et compositeur suédois Bengt-Emil Johnson.